# Мала Ремета
Мала Ремета је насеље у општини Ириг, у Сремском округу, у Србији. Смештено је на надморској висини 250-260 м. Спада у групу виших насеља фрушкогорске области. Село 1991. године има 157 становника, од којих су преко четири петине досељеници из Босне. Према попису из 2022. било је 119 становника.
Село се формирало уз истоимени манастир, који је изграђен у периоду од 1545. до 1548. године. У селу се налази етно ресторан Лугарница.

## Демографија
У насељу Мала Ремета живи 120 пунолетних становника, а просечна старост становништва износи 42,5 година (42,4 код мушкараца и 42,5 код жена). У насељу има 53 домаћинства, а просечан број чланова по домаћинству је 2,79.
Ово насеље је великим делом насељено Србима (према попису из 2002. године), а у последња три пописа, примећен је пад у броју становника.
|  |

| Демографија | Демографија | Демографија |
| Година      | Становника  | Становника  |
| ----------- | ----------- | ----------- |
| 1948.       | 212         |             |
| 1953.       | 215         |             |
| 1961.       | 253         |             |
| 1971.       | 222         |             |
| 1981.       | 192         |             |
| 1991.       | 157         | 157         |
| 2002.       | 151         | 157         |

| Етнички састав према попису из 2002.‍ | Етнички састав према попису из 2002.‍ | Етнички састав према попису из 2002.‍ | Етнички састав према попису из 2002.‍ | Етнички састав према попису из 2002.‍ |
| ------------------------------------ | ------------------------------------ | ------------------------------------ | ------------------------------------ | ------------------------------------ |
|                                      |                                      |                                      |                                      |                                      |
| Срби                                 | Срби                                 |                                      | 149                                  | 98,67%                               |
| Словаци                              | Словаци                              |                                      | 1                                    | 0,66%                                |
| Југословени                          | Југословени                          |                                      | 1                                    | 0,66%                                |

| Година пописа     | 1948. | 1953. | 1961. | 1971. | 1981. | 1991. | 2002. |
| ----------------- | ----- | ----- | ----- | ----- | ----- | ----- | ----- |
| Број домаћинстава | 56    | 57    | 68    | 60    | 55    | 50    | 53    |

| Број чланова      | 1  | 2  | 3 | 4 | 5 | 6 | 7 | 8 | 9 | 10 и више | Просек |
| ----------------- | -- | -- | - | - | - | - | - | - | - | --------- | ------ |
| Број домаћинстава | 12 | 17 | 5 | 9 | 9 | 1 | 0 | 0 | 0 | 0         | 2,79   |

| Пол    | Укупно | Неожењен/Неудата | Ожењен/Удата | Удовац/Удовица | Разведен/Разведена | Непознато |
| ------ | ------ | ---------------- | ------------ | -------------- | ------------------ | --------- |
| Мушки  | 59     | 14               | 40           | 4              | 1                  | 0         |
| Женски | 67     | 12               | 40           | 13             | 2                  | 0         |
| УКУПНО | 126    | 26               | 80           | 17             | 3                  | 0         |

| Пол    | Укупно                    | Пољопривреда, лов и шумарство | Рибарство                            | Вађење руде и камена | Прерађивачка индустрија       |
| ------ | ------------------------- | ----------------------------- | ------------------------------------ | -------------------- | ----------------------------- |
| Мушки  | 34                        | 26                            | 0                                    | 0                    | 2                             |
| Женски | 21                        | 18                            | 0                                    | 0                    | 1                             |
| УКУПНО | 55                        | 44                            | 0                                    | 0                    | 3                             |
| Пол    | Производња и снабдевање   | Грађевинарство                | Трговина                             | Хотели и ресторани   | Саобраћај, складиштење и везе |
| Мушки  | 0                         | 1                             | 0                                    | 0                    | 2                             |
| Женски | 0                         | 0                             | 0                                    | 0                    | 0                             |
| УКУПНО | 0                         | 1                             | 0                                    | 0                    | 2                             |
| Пол    | Финансијско посредовање   | Некретнине                    | Државна управа и одбрана             | Образовање           | Здравствени и социјални рад   |
| Мушки  | 0                         | 0                             | 2                                    | 0                    | 1                             |
| Женски | 0                         | 0                             | 0                                    | 1                    | 0                             |
| УКУПНО | 0                         | 0                             | 2                                    | 1                    | 1                             |
| Пол    | Остале услужне активности | Приватна домаћинства          | Екстериторијалне организације и тела | Непознато            | Непознато                     |
| Мушки  | 0                         | 0                             | 0                                    | 0                    | 0                             |
| Женски | 0                         | 0                             | 0                                    | 1                    | 1                             |
| УКУПНО | 0                         | 0                             | 0                                    | 1                    | 1                             |